# Voxxi
Voxxi es un portal de Internet de noticias e información general de Estados Unidos cuyos contenidos apuntan al público hispano angloparlante. Su director general es el periodista Emilio Sánchez, exdirector de noticias de la agencia EFE. El nombre del portal es una combinación de la palabra latina “vox” (voz) y los números romanos con los que se identifica el siglo XXI. Según han explicado sus organizadores, esto sintetiza el objetivo de “ser la voz de los hispanos de Estados Unidos en el siglo XXI”.
Es el primer medio de comunicación explícitamente pensado para la población latina de Estados Unidos que utiliza el inglés como lengua habitual (hispanos de segunda y tercera generación). Según estudios, el 80% de los 35 millones de hispanos que diariamente se conectan a Internet realiza sus consultas informativas en inglés.  
El portal tiene secciones sobre política, educación, estilos de vida, gastronomía, mujer e inmigración.